# Rayman Raving Rabbids 2
Rayman Raving Rabbids 2 es un videojuego que continúa con la trama planteada en Rayman Raving Rabbids. En esta ocasión, los Rabbids invaden la tierra e instalan su cuartel en un centro comercial. Rayman se disfraza de Rabbid y se infiltra en el centro para desbaratar sus planes. El juego incluye 51 minijuegos, que hacen un mayor énfasis en los juegos multijugador frente al primer juego de la entrega.

## Modo de juego
Los minijuegos en Rayman Raving Rabbids 2 son jugados en un modo conocido como Viajes, que se divide en las 5 regiones de la tierra: Norteamérica, Europa, Asia, Sudamérica y los Trópicos. En cada región hay 9 minijuegos, 5 de los cuales son elegidos al azar cada vez que se hace un viaje. Completando un viaje se desbloquean los minijuegos, los cuales pueden ser jugados individualmente en el modo libre. Además los jugadores pueden utilizar la personalización de viajes para crear sus propios viajes utilizando los minijuegos disponibles.
Rayman Raving Rabbids 2 tiene una gran variedad de minijuegos enfocados en diferentes temas y utilizando varios modos de control. En los juegos musicales, los jugadores pueden usar instrumentos (cantar, guitarra, tambor, teclado...) formando parte de la Rabbid band. Cada minijuego puede ser jugado de uno a cuatro jugadores cada vez.
Los juegos de disparo, en los que Rayman va superando los niveles, están ahora en un área aparte llamado Arcade, y pueden ser jugados después de completar los viajes. Estos juegos en primera persona utilizan localizaciones reales alrededor del mundo que han sido insertadas digitalmente.

## Personajes
Rayman y los Rabbids vuelven en este juego. jugando como Rabbid hay una gran variedad de opciones para modificar su vestuario (unas 639), jugando como Rayman solo hay 9 disfraces. Los jugadores toman el rol de Rayman en el modo viaje y tienen la opción de jugar como Rayman o algún Rabbid en el Modo de Juego Libre. Es posible desbloquear vestidos para Rayman o los Rabbids consiguiendo puntuaciones en los minigames o juegos de disparo, o disparando a un Rabbid específico en cada juego de disparo. En el menú de personalización se reconocen disfraces como samurái, hombre de las cavernas, policía, Drácula, cowboy o Ken (Street Fighter). (Naruto y Darth Vader no fueron incluidos en la última versión del juego incluyendo la versión Japonesa).

## Curiosidades
El tráiler original es una parodia de la película Transformers. Uno de los vestidos de Rabbid que se puede desbloquear es el de Altair's, el protagonista de Assassin's Creed, también hecho por Ubisoft y lanzado el mismo día. Muchos más vestidos son parodias o referencias a personajes de videojuegos, series y películas, incluyendo Indiana Jones, Spider-Man, Superman, TMNT, Sam Fisher, Ken Masters de Street Fighter, Sailor Moon, Naruto.

## Banda sonora
El juego incluye las siguientes canciones, algunas de los cuales son versiones modificadas cantadas por los Rabbids:
1. James Brown - Papa's Got a Brand New Bag
2. The Rolling Stones - (I Can't Get No) Satisfaction
3. Kool & the Gang - Celebration
4. Deep Purple - Smoke on the Water
5. Lipps Inc - Funkytown
6. Dion and The Belmonts - Teenager In Love
7. The Drunken Sailor Remix (sólo en la versión de Nintendo DS)
8. Puffy Ami Yumi- Kore Ga Watashi No Ikiru Michi (sólo en Japón)
9. Mark Grisley- Dark Iron Bunnies (sólo en la versión de Nintendo DS)
10. Mark Grisley- The Butcher Deejay (sólo en la versión de Nintendo DS)
11. Raving Rabbids- Making fun of Everday Life